# Sphecotheres viridis
Sphecotheres viridis là một loài chim trong họ Oriolidae.